# Évariste Lévi-Provençal
Évariste Lévi-Provençal (ur. 4 stycznia 1894, zm. 27 marca 1956) – francuski historyk, arabista, orientalista.

## Życiorys
Urodził się w Algierii w rodzinie żydowskiej, później przeszedł na chrześcijaństwo. Był profesorem na Uniwersytecie w Algierze (1926), a później na Sorbonie (1945). Badacz dziejów Hiszpanii muzułmańskiej.

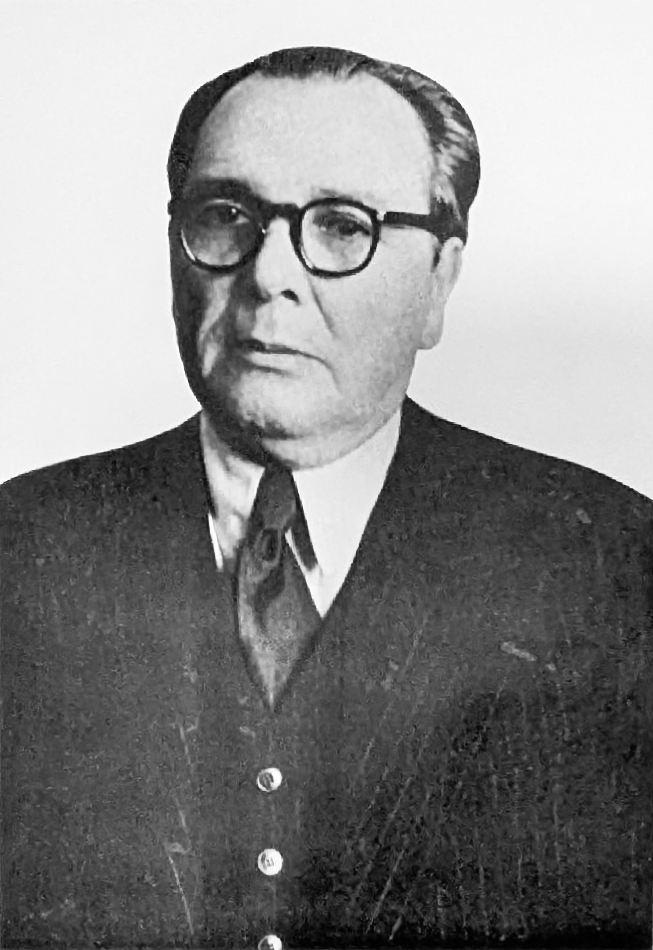
Maklouf Evariste Levi

## Wybrane publikacje
- L'Espagne musulmane au Xe siècle. Institutions et vie sociale, Paris, Maisonneuve & Larose (1932), rééd. 2002
- Séville musulmane au début du XIIe siècle. Le traité d'Ibn 'Abdun sur la vie urbaine et les corps de métiers, Paris, Maisonneuve & Larose, 1947
- Histoire de l'Espagne musulmane, Paris, Maisonneuve & Larose, 1950
  - Tome I : La Conquête et l'Émirat hispano-umaiyade (710-912)
  - Tome II : Le Califat umaiyade de Cordoue
  - Tome III :  Le Siècle du califat de Cordoue

## Publikacje w języku polskim
- Cywilizacja arabska w Hiszpanii, przeł. Radosław Stryjewski, Warszawa: Wydawnictwo Akademickie Dialog 2006 (wyd. 2 - 2015).